# 島津久理
島津 久理（しまづ ひさみち）は、江戸時代前期から中期の薩摩藩士。都城私領主である都城島津家18代当主。

## 生涯
明暦3年（1657年）、薩摩藩2代藩主・島津光久の八男として生まれる。寛文10年（1670年）、実兄の都城島津家17代当主・忠長が継嗣無く26歳で早世したため、島津宗家の命により都城島津家を相続することとなった。
都城島津家（北郷家）の15代久直、16代久定および17代忠長の3代の当主は、いずれも島津宗家からの養子であったが、北郷家の娘を娶っていた。これに対し、久理の妻は入来院領主・入来院重頼の娘である。北郷家の血統を継ぐ男系として、12代当主北郷忠能の庶子久常がいたにもかかわらず、島津宗家から養子が送り込まれたということは、島津宗家により北郷家に代わって新たに都城島津家が創設されたという見方もある（『都城市史』）。
貞享2年（1685年）、家老の川上久隆に命じ、関之尾滝上流の岩山を掘り抜く難工事の末、灌漑用の南前用水路を完成させた。
元禄15年（1702年）、家督を長男の久龍に譲り隠居し、香雲と号した。享保12年（1727年）、71歳で死去した。龍峰寺に葬られた。